# Ахмед Сезер
Ахмет Неджет Сезер (на турски: Ahmet Necdet Sezer) е турски политик, 10-и президент на Турция в периода 16 май 2000 – 28 август 2007 г. и юрист.
Сезер завършва право в Анкарския университет, а по-късно работи като съдия. От 1983 г. е касационен съдия, през 1988 г. е посочен от бившия президент Кенан Еврен за конституционен съдия. През 1998 г. поема председателското място на турския конституционен съд.
На 5 май 2000 г. е избран за президент от турския парламент. Сезер е първият турски президент, който не е бил нито парламентарист, нито военен.
По време на своя мандат Сезер помилва повече от 260 затворници, над 70% от които са членове на забранени организации като Работническата партия на Кюрдистан.
Семеен, баща на 3 деца.